# Тихоокеанская чайка
Тихоокеанская чайка (лат. Larus schistisagus) — большая белоголовая чайка.

## Распространение
Аляска, на западном побережье которой птица гнездится, Северная Америка и восток Азии (в том числе территория России). Единичные залёты в Европу, в частности однократно в Финляндию в 2012 году.

## Общие сведения
Одна из самых крупных чаек. Длина 55—68,5 см, размах крыльев 132—160 см, масса 1,05—1,7 кг.

## Этимология
Родовое название Larus означает чайку или иную крупную морскую птицу. Видовое schistisagus происходит от новолатинского schistus (грифельный, аспидный) и латинского sagus (плащ, мантия).